# Разбуженная энергия
«Разбу́женная эне́ргия» (англ. The Awaken Punch, кит. трад. 石破天驚, упр. 石破天惊, пиньинь Shí Pò Tiān Jīng, палл. Ши по тянь цзин) — гонконгский драматический боевик 1973 года 
с Генри Ю и Тянь Фэном в главных ролях. Альтернативное название — «Пробуждающий удар».

## Сюжет
Генри Ю играет парня, Цзян Тайкана, путешествующего с места на место, зарабатывая на жизнь как боец. Время от времени он дерётся на сцене перед зрителями, работает телохранителем и защищает владельцев магазина от бандитов, собирающих с них деньги.
Однажды Тайкан получает письмо, из-за которого он вынужден вернуться домой, потому что его пожилой отец тяжело болен. Перед смертью отца Тайкан клянётся остаться работать на семейной ферме и бросить драться.
Местные бандиты пытаются купить землю Тайкана, но когда тот отказывается, ему угрожают, а затем сжигают его дом, убивают его мать и сестру. 
Тайкан, мотивированный местью, выслеживает и наказывает негодяев. В конце концов убивает их лидера. Фильм заканчивается на том, как представитель закона говорит арестованному мстителю: «Их должен был наказать закон, а не ты».

## В ролях
- Генри Ю[кит.] — Цзян Тайкан
- Тянь Фэн — Хуан Хайфэн
- Сусанна Ауён[кит.] — Юань Фэнсян
- Нэнси Сит[кит.] — Цзян Сяомэй
- Мэн Ли[кит.] — Ин Чунь
- Кеннет Чан — Хо Ин
- Гэ Сянтин[англ.] — отец Тайкана
- Фон Е — Белый Веер
- Сань Куай[кит.] — Чёрный Веер
- Сюнь Лам — комиссар
- Юнь Ва[кит.] — представитель суда
- Фун Хакъон — Цао Сыху

Также в фильме можно заметить Джеки Чана, исполняющего роль бандита.

## Отзывы
Кинокритик Борис Хохлов ставит фильму три звезды из пяти. В своей рецензии он отмечает такие недостатки, как «убогость сценария, примитивность актёрской игры и очевидная бюджетность постановки», а к достоинствам картины относит «отличные для начала 70-х поединки» и «симпатичный подбор злодеев». Авторы книги о фильмах с боевыми искусствами The Encyclopedia of Martial Arts Movies (Билл Палмер, Карен Палмер и Рик Мейерс) оценивают «Разбуженную энергию» (в самой книге фильм отмечен как «Village On Fire») в две звезды из максимальных четырёх.